# Pablo Granoche
Pablo Mariano Granoche Louro (ur. 5 września 1983 w Montevideo) – urugwajski piłkarz występujący na pozycji napastnika.

## Kariera piłkarska
Pablo Granoche jest wychowankiem urugwajskiego Tacuarembó. W swej ojczyźnie grał także w zespołach River Plate Montevideo oraz Miramar Misiones. W tym ostatnim grał przez trzy sezony i strzelił w tym czasie 38 bramek w 56 ligowych meczach.
W 2005 roku przeszedł do meksykańskiego klubu Toluca, następnie został wypożyczony do Veracruz. Sezon 2006/2007 spędził w drużynie pełniącej rolę rezerw Toluki – Tiburones Rojos de Coatzacoalcos.
W 2007 roku trafił do włoskiej Triestiny. Przez dwa sezony strzelił 31 bramek w Serie B. Od sezonu 2009/2010 reprezentuje barwy Chievo Werona, z którym gra w Serie A. W 2011 roku wypożyczono go do Novary Calcio.